# Sunny Omoregie
Sunny Ogbemudia Omoregie, nigerijski nogometaš, * 2. januar 1989, Benin City, Nigerija. 

## Življenjepis
Sunny se je rodil v Benin Cityu,ki je peto največje mesto v Nigeriji z 800.000 prebivalci.Ta kraj je od glavnega mesta te afriške države oddaljen 320 kilometrov, od Ljubljane pa 6.730 km.Z nogometom se je začel ukvarjati že pri 5 letih v tamkajšnjem klubu Osmade Babes.Potem so ga hitro opazili evropski nogometni skavtje in po končani osnovni šoli se je odpravil v Španijo....Doslej je igral za 10.klubov v štirih državah. Bil je član slovenskih prvoligašev Celja in Maribora. Igra na poziciji napadalca,lahko pa igra tudi v zvezni vrsti. 